# Roccia di Plymouth

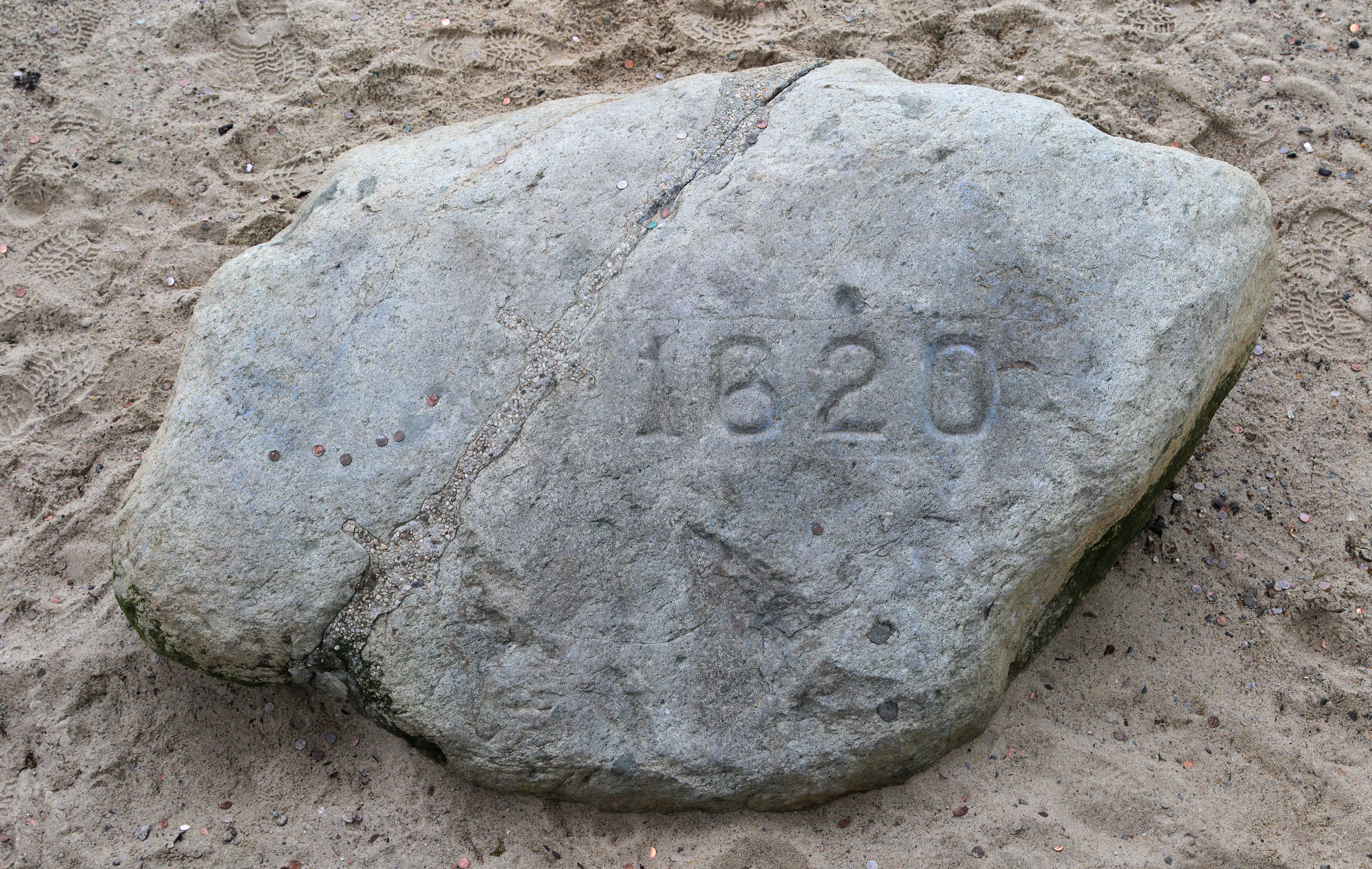
Un primo piano della roccia di Plymouth.

La roccia di Plymouth (Plymouth Rock) è, secondo la tradizione, il luogo in cui sbarcarono William Bradford e i pellegrini del Mayflower che fondarono la Colonia di Plymouth sulla costa di quelli che sarebbero diventati gli Stati Uniti d'America. Non esiste in effetti alcuna fonte contemporanea ai fatti che lo attesti e lo stesso Bradford non ne fa cenno né nel suo diario Of Plymouth Plantation né nel successivo Mourt's Relation. Il primo riferimento al fatto che i pellegrini siano sbarcati su una roccia risale al secolo successivo al loro arrivo, che avvenne nel 1620.
Si dice che l'ubicazione della roccia di Plymouth (che specificamente è una graniodiorite Dedham, un masso erratico di origine glaciale) ai piedi della Cole's Hill sia stata tramandata di generazione in generazione. Nel 1741, mentre si stava progettando di costruire un molo proprio in quel luogo, Thomas Faunce - un novantenne pastore anziano della chiesa locale - indicò quale fosse il punto preciso che suo padre gli aveva detto essere stato quello su cui i pellegrini avevano per la prima volta poggiato piede nel Nuovo Mondo (i pellegrini erano giunti a terra una prima volta nei pressi della moderna Truro nel Massachusetts sulla punta di Cape Cod nel novembre del 1620, prima di decidere di sbarcare per fondare Plymouth).
L'Anziano Faunce aveva tenuto i registri della comunità per la maggior parte della sua vita e, quando compì l'identificazione della roccia di Plymouth, aveva 95 anni. La roccia si trova circa 200 metri dal luogo in cui è generalmente accettato che si iniziò a costruire la nuova colonia. Nel 1774 il colonnello Theophilus Cotton e gli abitanti di Plymouth tentarono di spostare la roccia. Durante i lavori la roccia si spezzò in due, così si decise di lasciare la parte inferiore dietro al molo dove si trovava, mentre la parte superiore venne portata nell'edificio che fungeva da luogo di riunione della cittadinanza.

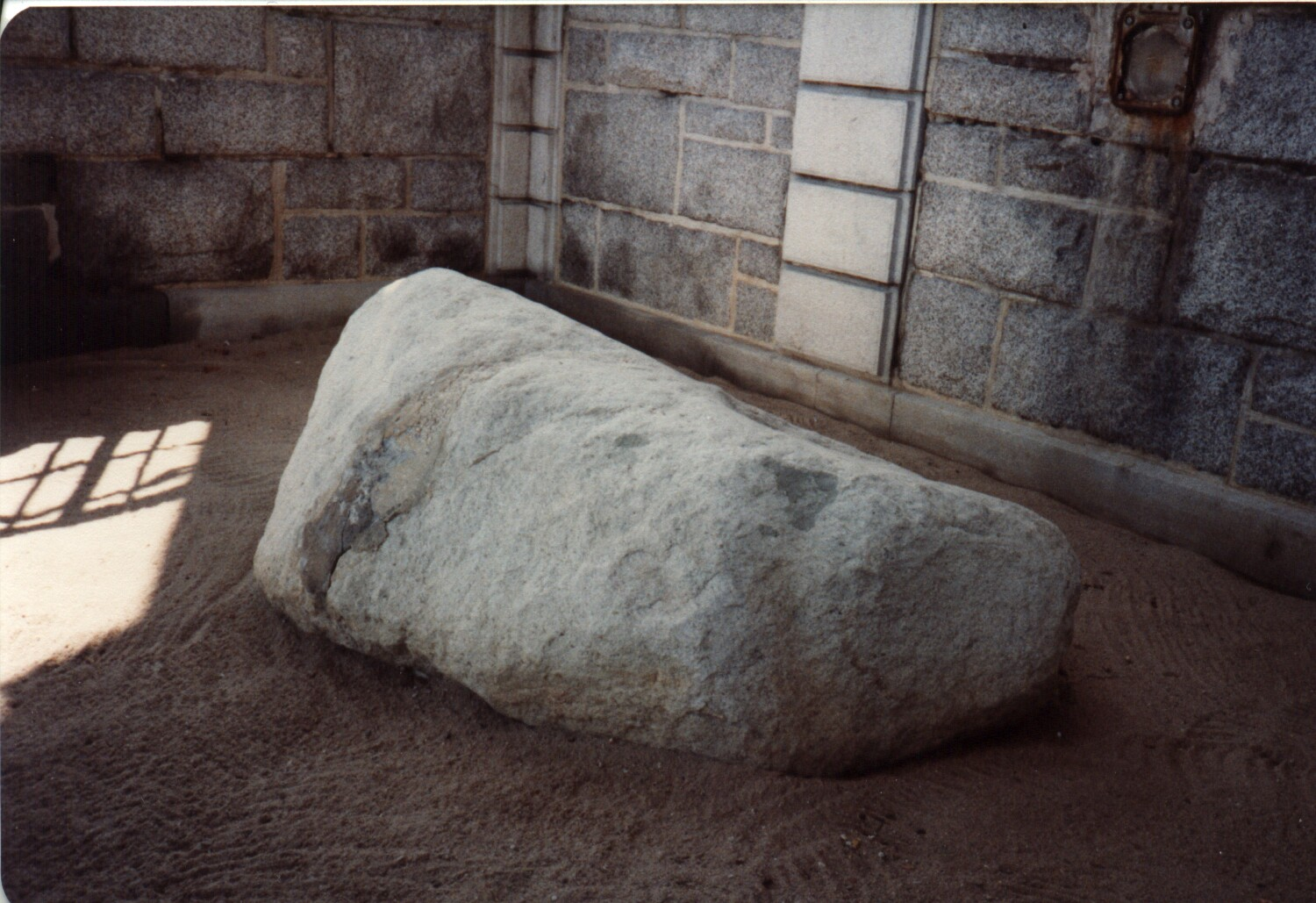
La Roccia di Plymouth ora è posta al livello del mare.

Un riferimento alla roccia di Plymouth si trova nel The Pennsylvania Journal del 29 novembre 1775 scritto dal capitano William Coit, che racconta la storia di come avesse portato a terra dei marinai inglesi suoi prigionieri "sulla stessa roccia che i nostri antenati hanno calpestato per prima" ("upon the same rock our ancestors first trod")

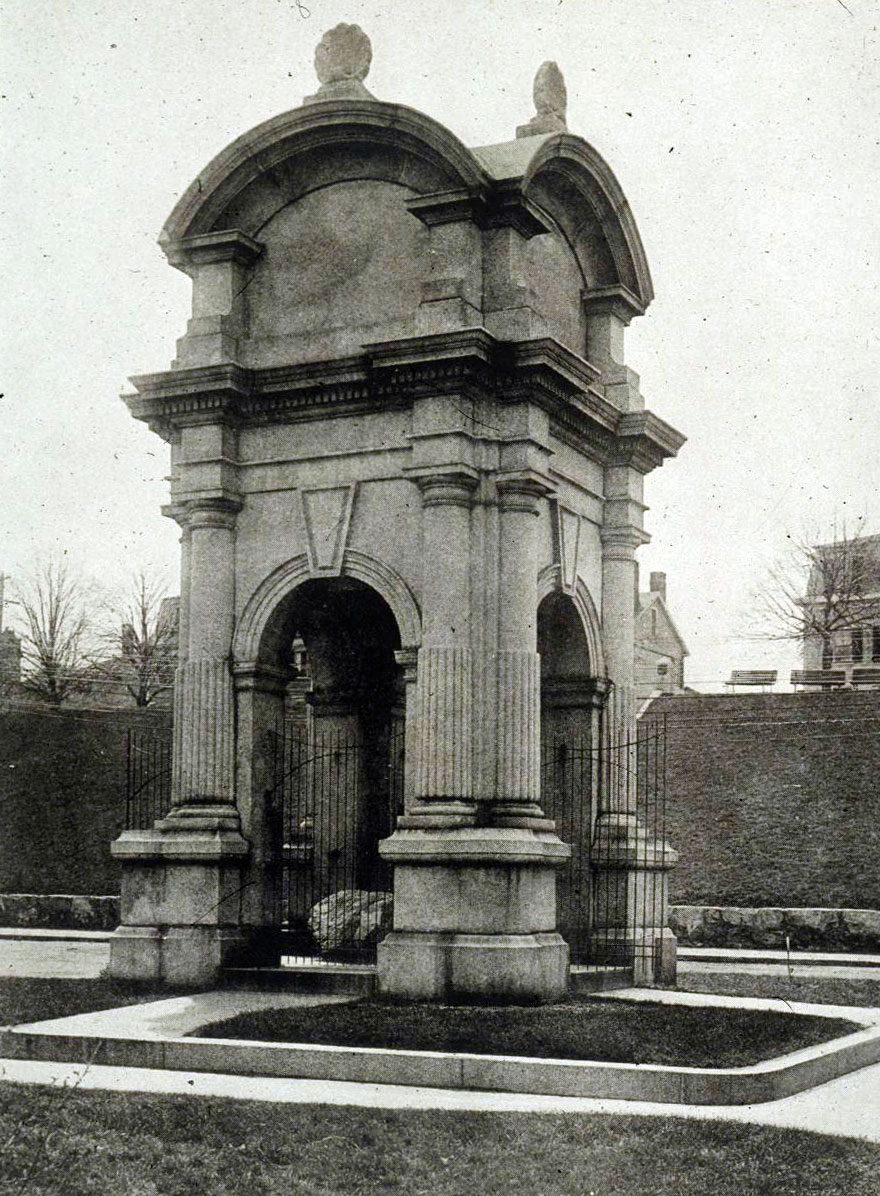
La struttura del 1867 che ha ospitato parte della roccia fino al 1920. I cancelli furono aggiunti per difenderla dai cacciatori di souvenir.

Nel 1834 la parte superiore della roccia fu spostata dalla sala riunioni alla Pilgrim Hall. Nel 1859 la Pilgrim Society iniziò al molo la costruzione di un tempietto di stile vittoriano, progettato da Hammatt Billings, che coprisse e proteggesse la parte inferiore della roccia. Dopo che, nel 1867, l'opera fu completata, nel 1880 anche la parte superiore fu rimossa dalla Pilgrim Hall e ricollocata nella sua posizione originale insieme all'altra metà. Su di essa fu scolpita la data "1620".
Nel 1920 la roccia fu nuovamente spostata e il lungomare della cittadina fu ricostruito secondo il progetto del noto architetto Arthur Shurcliff, che prevedeva una passeggiata lungo la costa protetta da una bassa diga in modo che, quando la roccia fosse stata rimessa al suo posto, si sarebbe trovata effettivamente al livello del mare. La custodia della roccia passò quindi nelle mani del Commonwealth del Massachusetts e venne realizzato un nuovo e più sobrio tempietto con un colonnato in stile dorico, progettato dallo studio di architettura McKim, Mead e White per permettere la visione della pietra bagnata dalla marea da dietro la protezione di grate. I fondi necessari alla costruzione di questo nuovo edificio erano stati raccolti dalla National Society of Colonial Dames of America.
A causa dei molti spostamenti avanti e indietro per la cittadina, sono stati asportati numerosi frammenti della roccia, i quali sono stati oggetto di compravendita. Attualmente della parte superiore ne rimane circa un terzo rispetto alle dimensioni originali. Secondo le stime la roccia originariamente pesava circa 9 tonnellate. Nonostante alcuni documenti indichino che cacciatori di souvenir ne abbiano staccato alcuni pezzi, non si hanno prove che ne siano stati effettivamente staccati dal 1880 in poi. Alcuni frammenti sono conservati nel museo della Pilgrim Hall e nel Patent Building dello Smithsonian Institution.
Alexis de Tocqueville scrisse nel 1835:

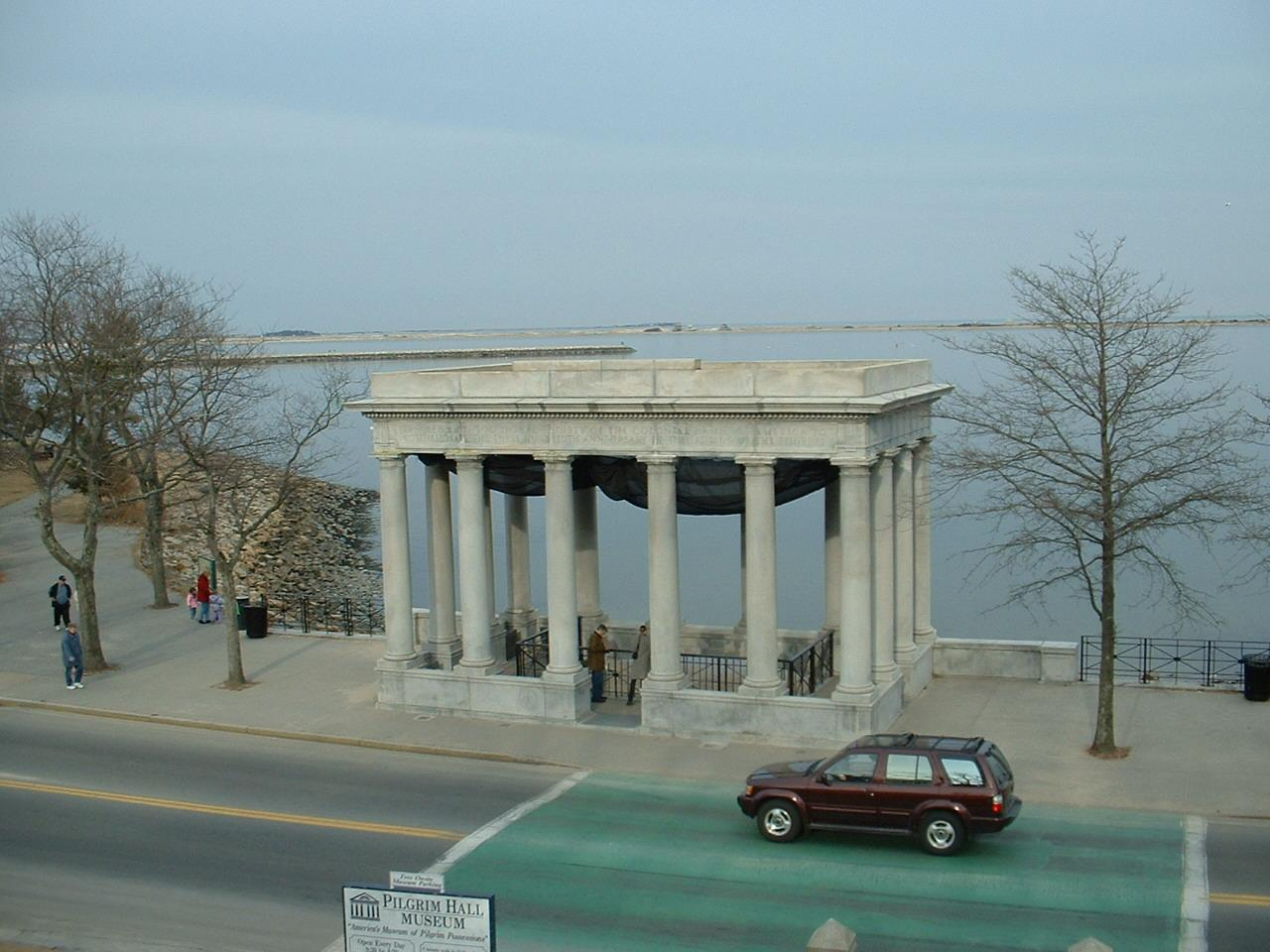
L'attuale struttura (1920) progettata da McKim, Mead, and White per il terzo centenario della roccia

Nel 1989 la fessura sulla superficie della roccia di Plymouth è stata riparata perché l'acqua stava infiltrandosi all'interno. Ad occuparsi del restauro è stato Thomas Choquette di Dartmouth in Massachusetts, che si è aggiudicato l'onore di effettuare la riparazione chiedendo al bando d'asta la cifra simbolica di un dollaro. Attualmente la roccia di Plymouth ricade sotto la gestione dello stato del Massachusetts e fa parte del Pilgrim Memorial State Park. Dalla fine di maggio al giorno del Ringraziamento sono disponibili guide ed interpreti che spiegano ai visitatori la storia della roccia e rispondono alle loro domande.